# فؤاد أسطى
فؤاد أسطى (3 يوليو 1972 في سامسون في تركيا – )؛ هو لاعب كرة قدم سابق كان يلعب كلاعب وسط.

## وصلات خارجية
- فؤاد أسطى على موقع اتحاد تركيا (لاعب) (الإنجليزية)
- فؤاد أسطى على موقع رابطة كرة القدم اليابانية للمحترفين (اليابانية)
- فؤاد أسطى على موقع قاعدة بيانات كرة القدم.إي يو (الإنجليزية)
- فؤاد أسطى على موقع Soccerway.com (الإنجليزية)
- فؤاد أسطى على موقع عالم كرة القدم.نت (الإنجليزية)